# Palazzo d'Accursio

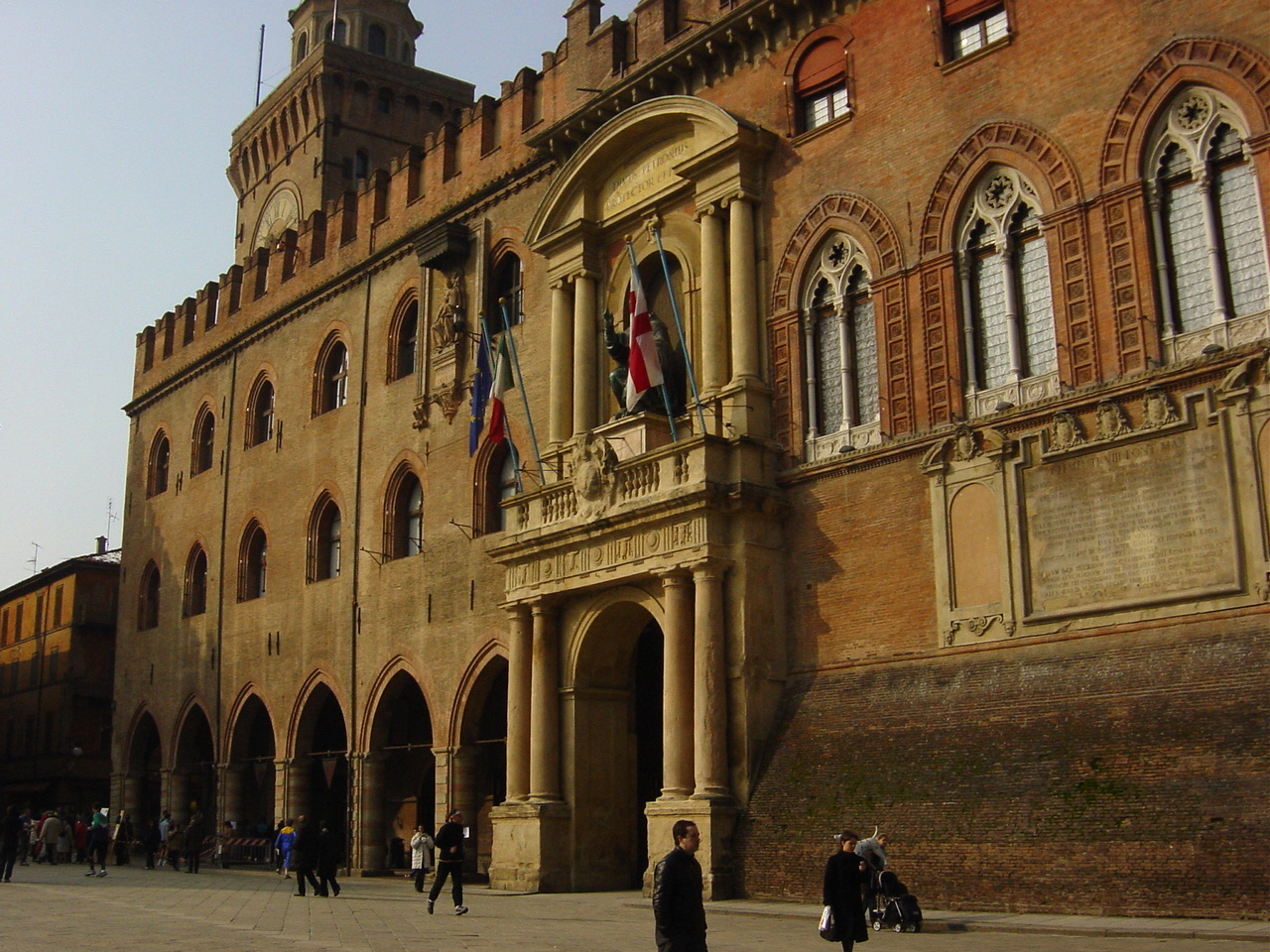
Fachada do Palazzo d'Accursio.

O Palazzo d'Accursio ou Palazzo Comunale é um palácio italiano, actualmente sede do município de Bolonha, localizando-se na Piazza Maggiore daquela cidade.

## História
O Palazzo d'Accursio é formado por um conjunto de edifícios que se uniram no decorrer dos séculos, mas inicialmente foi a habitação de Acúrsio, jurista e mestre de direito no Estúdio Bolonhês. Só em 1336 se tornou residência dos anciões (Anziani), a máxima magistratura da comuna e, deste modo, sede do governo da cidade. No século XV foi reestruturado por Fioravante Fioravanti, que acrescentou, entre outros elementos, o relógio da Torre d'Accursio. Outras reestruturações arquitectónicas remontam aos primeiros anos do século XVI, depois da queda dos Bentivoglio.

## Arte e arquitectura
A fachada apresenta um portcullis e a Madonna di Piazza con Bambino (uma Nossa Senhora com o Menino), uma obra em terracotta de Nicolò dell'Arca (1478) exposta na parte alta da fachada. Sobre o portal encontra-se uma grande estátua de bronze do bolonhês Papa Gregório XIII (1580). Uma estátua de bronze do Papa Bonifácio VIII está agora no Museu Medieval.
No interior estão conservadas as memórias da vida histórico-política da cidade de Bolonha. Por outro lado, dentro do palácio está instalado o Museu Morandi, cujas obras foram doadas pela família do pintor.

### Salas do palácio

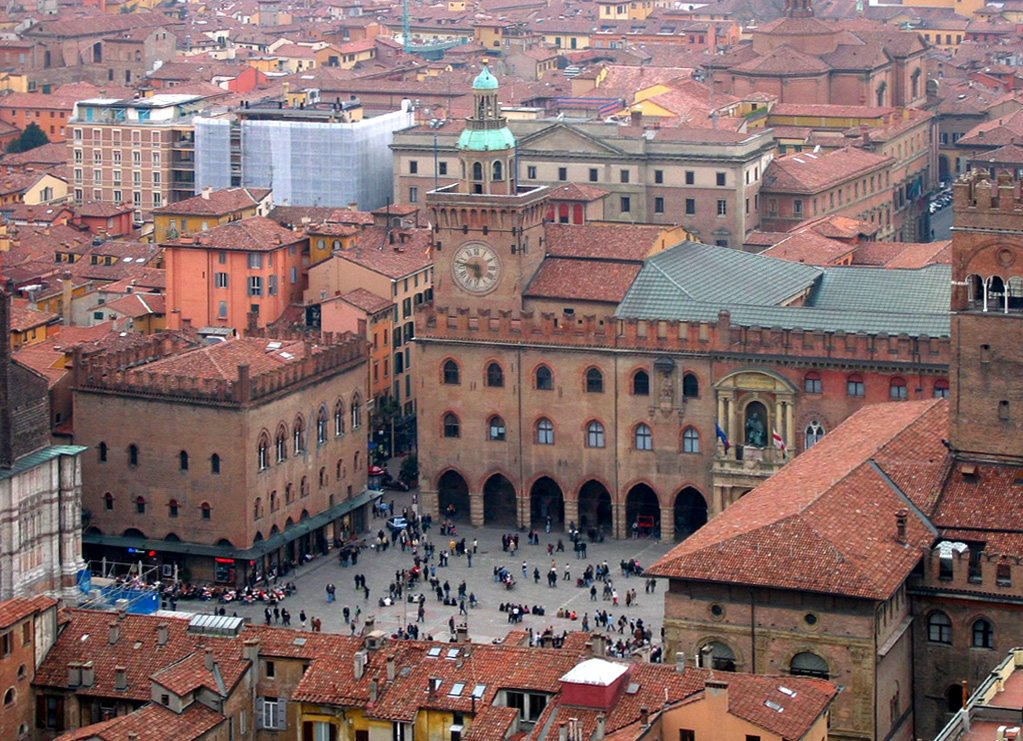
Vista da Piazza Maggiore, com a fachada do Palazzo d'Accursio ao fundo.

#### Sala do Conselho Comunal
A Sala do Conselho Comunal (Sala del Consiglio Comunale) encontra-se no primeiro andar e contém a Galeria dos Senadores de Bolonha. Foi afrescada entre 1675 e 1677 por Angelo Michele Colonna, com a ajuda do jovem Gioacchino Pizzoli.

#### Galeria Vidoniana
A Galeria Vidoniana foi mandada construir pelo Cardeal Pietro Vidoni (1610-1681) em 1665. Actualmente está aqui exposto um importante património de pinturas, móveis e acessórios provenientes de doações feitas à Comuna de Bolonha no século XIX e início do século XX.

#### Sala Farnese
A Sala Farnese encontra-se no segundo andar e foi mandada construir tal como é hoje, em 1665, pelo Cardeal Girolamo Farnese. Antigamente era chamada "sala regia", provavelmente porque na Cappella del Legato foi coroado o Imperador Carlos V, em 1530. Os afrescos da capela foram executados por Prospero Fontana, em 1562, e as decorações da Sala Farnese percorrem as vicissitudes da cidade desde a Idade Média ao século XVII.

#### Sala dos Soldados
A Sala dos Soldados (Sala dei Cavalleggeri) era destinada ao descanso dos soldados de escolta ao legado papal.

#### Aula Piana
A Aula Piana foi construida em 1852 pelo Cardeal Gaetano Bedini.

#### Sala Urbana
A Sala Urbana foi mandada construir, cerca de 1750, pelo Cardeal Girolamo Farnese e mandada restaurar, em 1852, pelo Cardeal Gaetano Bedini. As suas paredes, de meados do século XVIII, foram recobertas por afrescos compreendendo cerca de duzentos brasões pertencentes à série de governadores e de legados pontifícios que governaram a cidade a partir do século XIV. Actualmente é a sede das Colecções Comunais de Arte.

#### Sala Borsa
A Biblioteca Sala Borsa encontra-se adjacente ao próprio edifício, em direcção à Via dell'Indipendenza.